# Antonio Pisu
Antonio Pisu (Carrara, 31 de juliol de 1984) és un actor, guionista i director de cinema italià.

## Biografia
Fill de l'actor Raffaele Pisu i nebot de Mario Pisu, va començar la seva carrera d'actor l'any 2002, posant en escena textos clàssics durant uns tres anys. L'any 2004 va assistir a un curs de tècniques cinematogràfiques a Officina Film on va conèixer el director Mirko Locatelli per a qui va actuar a la pel·lícula Come prima. Més tard es va traslladar a Roma per assistir a un curs avançat de doblatge, participant en obres com Hotel Meina de Carlo Lizzani i La figlia di Elisa de Stefano Alleva.
El 2006 va participar com a actor al programa de televisió de Rai 1 Al posto tuo i va obtenir un paper a la pel·lícula dirigida per Emanuele Barresi Non c'è più niente da fare. L'any següent va estar ocupat amb la gira de l'espectacle Delitto perfetto. El 2008 va guanyar una audició per interpretar el paper de Cicci Dalmastri a la pel·lícula Il papà di Giovanna de Pupi Avati i posteriorment va ser el protagonista de la campanya publicitària de Škoda Auto.
Del 2009 al 2014 va participar en espectacles teatrals com Chat a due Piazze dirigit per Gianluca Guidi, Pitagora e la Magna Grecia de Mario Moretti, Stupor Mundi, Se devi dire una bugia dilla ancora più grossa, Momento di Follia i Taxi a due piazze. Ha interpretat un paper a la ficció Benvenuti a Tavola 2 i als anuncis publicitaris de Teletu i Mcdonald.
El 2014 va crear i actuar en una sèrie de televisió titulada Low Budget emesa a Studio Universal i posteriorment comprada per Rai 4. L'any 2015 va fundar l'associació cultural Novre, juntament amb Tiziana Foschi, que produirà diversos espectacles escrits i interpretats per ell, representats en teatres de tota Itàlia. El mateix any va ser escollit com a intèrpret per a la pel·lícula Quando sarà bambino dirigida pel jove director Edoardo Palma.
Amb l'ajuda del seu germà Paolo Rossi, un empresari bolonyes apassionat pel cinema, el 2016 va fundar la productora Genoma Films que produirà la pel·lícula Nobili bugie que va escriure. Per aquesta pel·lícula rebrà el premi Kinéo al 74a Mostra Internacional de Cinema de Venècia com a millor opera prima. El mateix any va dirigir el curtmetratge Mamma non vuole que va escriure juntament amb Amedeo Gagliardi, aquest últim també productor i protagonista juntament amb Giancarlo Giannini. El curtmetratge guanya el premi de curtmetratge social al Terra di Siena Film Festival i altres premis internacionals.
El seu segon llargmetratge, Est - Dittatura Last Minute, es va presentar com a pel·lícula d'obertura de la secció "Notti veneziane" a les Giornate degli autori dins del 77a Mostra Internacional de Cinema de Venècia. També és membre de l'ANAC (Associació Nacional d'Autors de Cinema).

## Filmografia

### Actor
- Come prima, dirigida per Mirko Locatelli (2004)
- Non c'è più niente da fare, dirigida per Emanuele Barresi (2006)
- Il papà di Giovanna, dirigida per Pupi Avati (2008)
- Il conte magico, dirigida per Marco Melluso e Diego Schiavo (2018)
- Quando sarò bambino, dirigida per Edoardo Palma (2018)
- Il giovane Pertini – Combattente per la libertà, dirigida per Giambattista Assanti (2019)
- Odissea nell'ospizio, dirigida per Jerry Calà (2019)

### Director
- Mamma non vuole - curtmetratge (2016)
- Nobili bugie (2017)
- Est - Dittatura Last Minute (2020)
- Nina dei lupi (2023)
- Tornando a Est (2024)

### Guionista
- Low Budget - Cinema geneticamente modificato – sèrie de televisió (2014)
- Nobili bugie, dirigida per Antonio Pisu (2017)
- Est - Dittatura Last Minute, dirigida per Antonio Pisu (2020)
- Nina dei lupi, dirigida per Antonio Pisu (2023)
- Tornando a Est (2025)